# Grand Prix Niemiec 2016
Grand Prix Niemiec 2016 (oficjalnie Formula 1 Großer Preis von Deutschland 2016) – dwunasta eliminacja Mistrzostw Świata Formuły 1 w sezonie 2016. Grand Prix odbyło się w dniach 29–31 lipca 2016 roku na torze Hockenheimring w Hockenheim.

## Lista startowa
Źródło: Wyprzedź Mnie!
| Nr | Kierowca          | Zespół                        | Samochód               | Silnik                         | Opony |
| -- | ----------------- | ----------------------------- | ---------------------- | ------------------------------ | ----- |
| 3  | Daniel Ricciardo  | Red Bull Racing               | Red Bull RB12          | TAG Heuer 1.6T V6              | P     |
| 5  | Sebastian Vettel  | Scuderia Ferrari              | Ferrari SF16-H         | Ferrari 059/5 1.6T V6          | P     |
| 6  | Nico Rosberg      | Mercedes AMG Petronas F1 Team | Mercedes F1 W07 Hybrid | Mercedes PU106C Hybrid 1.6T V6 | P     |
| 7  | Kimi Räikkönen    | Scuderia Ferrari              | Ferrari SF16-H         | Ferrari 059/5 1.6T V6          | P     |
| 8  | Romain Grosjean   | Haas F1 Team                  | Haas VF-16             | Ferrari 059/5 1.6T V6          | P     |
| 9  | Marcus Ericsson   | Sauber F1 Team                | Sauber C35             | Ferrari 059/5 1.6T V6          | P     |
| 11 | Sergio Pérez      | Sahara Force India F1 Team    | Force India VJM09      | Mercedes PU106C Hybrid 1.6T V6 | P     |
| 12 | Felipe Nasr       | Sauber F1 Team                | Sauber C35             | Ferrari 059/5 1.6T V6          | P     |
| 14 | Fernando Alonso   | McLaren Honda                 | McLaren MP4-31         | Honda RA616H 1.6T V6           | P     |
| 19 | Felipe Massa      | Williams Martini Racing       | Williams FW38          | Mercedes PU106C Hybrid 1.6T V6 | P     |
| 20 | Kevin Magnussen   | Renault Sport Formula 1 Team  | Renault R.S.16         | Renault RE16 1.6T V6           | P     |
| 21 | Esteban Gutiérrez | Haas F1 Team                  | Haas VF-16             | Ferrari 059/5 1.6T V6          | P     |
| 22 | Jenson Button     | McLaren Honda                 | McLaren MP4-31         | Honda RA616H 1.6T V6           | P     |
| 26 | Daniił Kwiat      | Scuderia Toro Rosso           | Toro Rosso STR11       | Ferrari 059/4 1.6T V6          | P     |
| 27 | Nico Hülkenberg   | Sahara Force India F1 Team    | Force India VJM09      | Mercedes PU106C Hybrid 1.6T V6 | P     |
| 30 | Jolyon Palmer     | Renault Sport Formula 1 Team  | Renault R.S.16         | Renault RE2016 1.6T V6         | P     |
| 33 | Max Verstappen    | Red Bull Racing               | Red Bull RB12          | TAG Heuer 1.6T V6              | P     |
| 44 | Lewis Hamilton    | Mercedes AMG Petronas F1 Team | Mercedes F1 W07 Hybrid | Mercedes PU106C Hybrid 1.6T V6 | P     |
| 45 | Esteban Ocon      | Renault Sport Formula 1 Team  | Renault R.S.16         | Renault RE2016 1.6T V6         | P     |
| 50 | Charles Leclerc   | Haas F1 Team                  | Haas VF-16             | Ferrari 059/5 1.6T V6          | P     |
| 55 | Carlos Sainz Jr.  | Scuderia Toro Rosso           | Toro Rosso STR11       | Ferrari 059/4 1.6T V6          | P     |
| 77 | Valtteri Bottas   | Williams Martini Racing       | Williams FW37          | Mercedes PU106C Hybrid 1.6T V6 | P     |
| 88 | Rio Haryanto      | Manor Racing MRT              | Manor MRT05            | Mercedes PU106C Hybrid 1.6T V6 | P     |
| 94 | Pascal Wehrlein   | Manor Racing MRT              | Manor MRT05            | Mercedes PU106C Hybrid 1.6T V6 | P     |
| Nr | Kierowca          | Zespół                        | Samochód               | Silnik                         | Opony |

## Wyniki

### Sesje treningowe
Źródło: Wyprzedź Mnie!
| Sesja | Nr | Kierowca     | Konstruktor | Czas     | Okr. |
| ----- | -- | ------------ | ----------- | -------- | ---- |
| 1     | 6  | Nico Rosberg | Mercedes    | 1:15,517 | 32   |
| 2     | 6  | Nico Rosberg | Mercedes    | 1:15,614 | 43   |
| 3     | 6  | Nico Rosberg | Mercedes    | 1:15,738 | 16   |

### Kwalifikacje
Źródło: Wyprzedź Mnie!
| Poz. | Nr | Kierowca          | Konstruktor          | Q1       | Q2       | Q3       | Poz. s. |
| --- | --- | ----------------- | -------------------- | -------- | -------- | -------- | ------- |
| 1 | 6 | Nico Rosberg      | Mercedes             | 1:15,485 | 1:14,839 | 1:14,363 | 1       |
| 2 | 44 | Lewis Hamilton    | Mercedes             | 1:15,243 | 1:14,748 | 1:14,470 | 2       |
| 3 | 3 | Daniel Ricciardo  | Red Bull–TAG Heuer   | 1:15,591 | 1:15,545 | 1:14,726 | 3       |
| 4 | 33 | Max Verstappen    | Red Bull–TAG Heuer   | 1:15,875 | 1:15,124 | 1:14,834 | 4       |
| 5 | 7 | Kimi Räikkönen    | Ferrari              | 1:15,752 | 1:15,242 | 1:15,142 | 5       |
| 6 | 5 | Sebastian Vettel  | Ferrari              | 1:15,927 | 1:15,630 | 1:15,315 | 6       |
| 7 | 27 | Nico Hülkenberg   | Force India–Mercedes | 1:16,301 | 1:15,623 | 1:15,510 | 8       |
| 8 | 77 | Valtteri Bottas   | Williams–Mercedes    | 1:15,952 | 1:15,490 | 1:15,530 | 7       |
| 9 | 11 | Sergio Pérez      | Force India–Mercedes | 1:16,169 | 1:15,500 | 1:15,537 | 9       |
| 10 | 19 | Felipe Massa      | Williams–Mercedes    | 1:16,503 | 1:15,699 | 1:15,615 | 10      |
| 11 | 21 | Esteban Gutiérrez | Haas–Ferrari         | 1:15,987 | 1:15,883 | –        | 11      |
| 12 | 22 | Jenson Button     | McLaren–Honda        | 1:16,172 | 1:15,909 | –        | 12      |
| 13 | 55 | Carlos Sainz Jr.  | Toro Rosso–Ferrari   | 1:16,317 | 1:15,989 | –        | 15      |
| 14 | 14 | Fernando Alonso   | McLaren–Honda        | 1:16,338 | 1:16,041 | –        | 13      |
| 15 | 8 | Romain Grosjean   | Haas–Ferrari         | 1:16,328 | 1:16,086 | –        | 20      |
| 16 | 30 | Jolyon Palmer     | Renault              | 1:16,636 | 1:16,665 | –        | 14      |
| 17 | 20 | Kevin Magnussen   | Renault              | 1:16,716 | –        | –        | 16      |
| 18 | 94 | Pascal Wehrlein   | MRT–Mercedes         | 1:16,717 | –        | –        | 17      |
| 19 | 26 | Daniił Kwiat      | Toro Rosso–Ferrari   | 1:16,876 | –        | –        | 18      |
| 20 | 88 | Rio Haryanto      | MRT–Mercedes         | 1:16,977 | –        | –        | 19      |
| 21 | 12 | Felipe Nasr       | Sauber–Ferrari       | 1:17,123 | –        | –        | 21      |
| 22 | 9 | Marcus Ericsson   | Sauber–Ferrari       | 1:17,238 | –        | –        | 22      |
| Poz. | Nr | Kierowca          | Konstruktor          | Q1       | Q2       | Q3       | Poz. s. |
| \| Legenda \| Legenda \| \| ------------------------ \| ---------------------------------------------------------------------------------------------------------------------------------------------------------------------------------------------------------------------------------------------------------------- \| \| Poz. Nr Q1 Q2 Q3 Poz. s. \| Pozycja zajęta w sesji kwalifikacyjnej Numer startowy kierowcy Wynik uzyskany w pierwszej części kwalifikacji Wynik uzyskany w drugiej części kwalifikacji Wynik uzyskany w trzeciej części kwalifikacji Pozycja startowa po uwzględnięniu kar, przesunięć, itp. \| | |                   |                      |          |          |          |         |
| Legenda | |                   |                      |          |          |          |         |
| Poz. Nr Q1 Q2 Q3 Poz. s. | Pozycja zajęta w sesji kwalifikacyjnej Numer startowy kierowcy Wynik uzyskany w pierwszej części kwalifikacji Wynik uzyskany w drugiej części kwalifikacji Wynik uzyskany w trzeciej części kwalifikacji Pozycja startowa po uwzględnięniu kar, przesunięć, itp. |                   |                      |          |          |          |         |

### Wyścig
Źródło: Wyprzedź Mnie!
| P                 | + / –     | Nr | Kierowca          | Konstruktor          | Okr. | Czas / Strata | Komentarz   |
| ----------------- | --------- | -- | ----------------- | -------------------- | ---- | ------------- | ----------- |
| 1                 | 1         | 44 | Lewis Hamilton    | Mercedes             | 67   | 1:30:44,200   |             |
| 2                 | 1         | 3  | Daniel Ricciardo  | Red Bull–TAG Heuer   | 67   | +0:06,996     |             |
| 3                 | 1         | 33 | Max Verstappen    | Red Bull–TAG Heuer   | 67   | +0:13,413     |             |
| 4                 | 3         | 6  | Nico Rosberg      | Mercedes             | 67   | +0:15,845     |             |
| 5                 | 1         | 5  | Sebastian Vettel  | Ferrari              | 67   | +0:32,570     |             |
| 6                 | 1         | 7  | Kimi Räikkönen    | Ferrari              | 67   | +0:37,023     |             |
| 7                 | 1         | 27 | Nico Hülkenberg   | Force India–Mercedes | 67   | +1:10,049     |             |
| 8                 | 4         | 22 | Jenson Button     | McLaren–Honda        | 66   | +1 okr.       |             |
| 9                 | 2         | 77 | Valtteri Bottas   | Williams–Mercedes    | 66   | +1 okr.       |             |
| 10                | 1         | 11 | Sergio Pérez      | Force India–Mercedes | 66   | +1 okr.       |             |
| 11                | Bez zmian | 21 | Esteban Gutiérrez | Haas–Ferrari         | 66   | +1 okr.       |             |
| 12                | 1         | 14 | Fernando Alonso   | McLaren–Honda        | 66   | +1 okr.       |             |
| 13                | 7         | 8  | Romain Grosjean   | Haas–Ferrari         | 66   | +1 okr.       |             |
| 14                | 1         | 55 | Carlos Sainz Jr.  | Toro Rosso–Ferrari   | 66   | +1 okr.       |             |
| 15                | 3         | 26 | Daniił Kwiat      | Toro Rosso–Ferrari   | 66   | +1 okr.       |             |
| 16                | Bez zmian | 20 | Kevin Magnussen   | Renault              | 66   | +1 okr.       |             |
| 17                | Bez zmian | 94 | Pascal Wehrlein   | MRT–Mercedes         | 65   | +2 okr.       |             |
| 18                | 4         | 9  | Marcus Ericsson   | Sauber–Ferrari       | 65   | +2 okr.       |             |
| 19                | 5         | 30 | Jolyon Palmer     | Renault              | 65   | +2 okr.       |             |
| 20                | 1         | 88 | Rio Haryanto      | MRT–Mercedes         | 65   | +2 okr.       |             |
| Niesklasyfikowani |           |    |                   |                      |      |               |             |
|                   |           | 12 | Felipe Nasr       | Sauber–Ferrari       | 57   | +10 okr.      | utrata mocy |
|                   |           | 19 | Felipe Massa      | Williams–Mercedes    | 36   | +31 okr.      | zawieszenie |
| P                 | + / –     | Nr | Kierowca          | Konstruktor          | Okr. | Czas / Strata | Komentarz   |

### Najszybsze okrążenie
Źródło: Wyprzedź Mnie!
| Nr | Kierowca         | Konstruktor        | Czas     | Okr. |
| -- | ---------------- | ------------------ | -------- | ---- |
| 3  | Daniel Ricciardo | Red Bull–TAG Heuer | 1:18,442 | 48   |

## Prowadzenie w wyścigu
Źródło: Racing–Reference.info
| Nr                              | Kierowca       | Okrążenia | Suma |
| ------------------------------- | -------------- | --------- | ---- |
| 44                              | Lewis Hamilton | 1-67      | 67   |
| \| Wykres \| \| ------ \| \| \| |                |           |      |
| Wykres                          |                |           |      |
|                                 |                |           |      |

## Klasyfikacja po zakończeniu wyścigu

### Kierowcy
| P  | +/− | Kierowca          | Starty | Punkty | P1 | P2 | P3 | PP | NO | NS |
| -- | --- | ----------------- | ------ | ------ | -- | -- | -- | -- | -- | -- |
| 1  | 0   | Lewis Hamilton    | 12     | 217    | 6  | 2  | 1  | 6  | 2  | 1  |
| 2  | 0   | Nico Rosberg      | 12     | 198    | 5  | 1  | 1  | 5  | 5  | 1  |
| 3  | 0   | Daniel Ricciardo  | 12     | 133    | –  | 2  | 1  | 1  | 2  | –  |
| 4  | 0   | Kimi Räikkönen    | 12     | 122    | –  | 2  | 2  | –  | 1  | 2  |
| 5  | 0   | Sebastian Vettel  | 11     | 120    | –  | 3  | 2  | –  | –  | 2  |
| 6  | 0   | Max Verstappen    | 12     | 115    | 1  | 2  | 1  | –  | –  | 2  |
| 7  | 0   | Valtteri Bottas   | 12     | 58     | –  | –  | 1  | –  | –  | –  |
| 8  | 0   | Sergio Pérez      | 12     | 48     | –  | –  | 2  | –  | –  | –  |
| 9  | 0   | Felipe Massa      | 12     | 38     | –  | –  | –  | –  | –  | 2  |
| 10 | +2  | Nico Hülkenberg   | 12     | 33     | –  | –  | –  | –  | 1  | 2  |
| 11 | −1  | Carlos Sainz Jr.  | 12     | 30     | –  | –  | –  | –  | –  | 2  |
| 12 | −1  | Romain Grosjean   | 12     | 28     | –  | –  | –  | –  | –  | 2  |
| 13 | 0   | Fernando Alonso   | 11     | 24     | –  | –  | –  | –  | –  | 3  |
| 14 | 0   | Daniił Kwiat      | 11     | 23     | –  | –  | 1  | –  | 1  | 3  |
| 15 | 0   | Jenson Button     | 12     | 17     | –  | –  | –  | –  | –  | 3  |
| 16 | 0   | Kevin Magnussen   | 12     | 6      | –  | –  | –  | –  | –  | 1  |
| 17 | 0   | Pascal Wehrlein   | 12     | 1      | –  | –  | –  | –  | –  | 2  |
| 18 | 0   | Stoffel Vandoorne | 1      | 1      | –  | –  | –  | –  | –  | –  |
| 19 | 0   | Esteban Gutiérrez | 12     | 0      | –  | –  | –  | –  | –  | 2  |
| 20 | 0   | Jolyon Palmer     | 11     | 0      | –  | –  | –  | –  | –  | 3  |
| 21 | 0   | Marcus Ericsson   | 12     | 0      | –  | –  | –  | –  | –  | 3  |
| 22 | 0   | Felipe Nasr       | 12     | 0      | –  | –  | –  | –  | –  | 2  |
| 23 | 0   | Rio Haryanto      | 12     | 0      | –  | –  | –  | –  | –  | 3  |
| P  | +/− | Kierowca          | Starty | Punkty | P1 | P2 | P3 | PP | NO | NS |

### Konstruktorzy
| P  | +/− | Konstruktor               | Starty | Punkty | P1 | P2 | P3 | PP | NO | NS |
| -- | --- | ------------------------- | ------ | ------ | -- | -- | -- | -- | -- | -- |
| 1  | 0   | Mercedes                  | 24     | 415    | 11 | 3  | 2  | 11 | 7  | 2  |
| 2  | +1  | Red Bull Racing TAG Heuer | 23     | 256    | 1  | 4  | 3  | 1  | 2  | 1  |
| 3  | −1  | Ferrari                   | 23     | 242    | –  | 5  | 4  | –  | 1  | 4  |
| 4  | 0   | Williams Mercedes         | 24     | 96     | –  | –  | 1  | –  | –  | 2  |
| 5  | 0   | Force India Mercedes      | 24     | 81     | –  | –  | 2  | –  | 1  | 2  |
| 6  | 0   | Toro Rosso Ferrari        | 24     | 45     | –  | –  | –  | –  | 1  | 6  |
| 7  | 0   | McLaren Honda             | 24     | 42     | –  | –  | –  | –  | –  | 6  |
| 8  | 0   | Haas Ferrari              | 24     | 28     | –  | –  | –  | –  | –  | 4  |
| 9  | 0   | Renault                   | 23     | 6      | –  | –  | –  | –  | –  | 4  |
| 10 | 0   | MRT Mercedes              | 24     | 1      | –  | –  | –  | –  | –  | 5  |
| 11 | 0   | Sauber Ferrari            | 24     | 0      | –  | –  | –  | –  | –  | 5  |
| P  | +/− | Konstruktor               | Starty | Punkty | P1 | P2 | P3 | PP | NO | NS |